# Домармон
Домармон (фр. Dommartemont) насеље је и општина у североисточној Француској у региону Лорена, у департману Мерт и Мозел која припада префектури Нанси.
По подацима из 2011. године у општини је живело 645 становника, а густина насељености је износила 488,64 становника/km². Општина се простире на површини од 1,32 km². Налази се на средњој надморској висини од 380 метара (максималној 375 m, а минималној 240 m).

## Демографија
| 1962. | 1968. | 1975. | 1982. | 1990. | 1999. | 2011. |
| ----- | ----- | ----- | ----- | ----- | ----- | ----- |
| 308   | 420   | 618   | 606   | 695   | 630   | 645   |

График промене броја становника у току последњих година